# Нестеренко, Андрей Алексеевич
Андре́й Алексе́евич Нестере́нко (род. 3 мая 1955) — советский и российский дипломат. Чрезвычайный и полномочный посол (2005).

## Биография
Окончил факультет международных экономических отношений МГИМО МИД СССР (1977).
На дипломатической работе с 1977 года.
- В 1977—1978 годах — атташе Департамента международных организаций МИД СССР.
- В 1978—1983 годах — третий секретарь Постоянного представительства СССР при ООН в Нью-Йорке.
- В 1985 году — второй секретарь Постоянного представительства СССР при ООН в Нью-Йорке.
- В 1985—1988 годах — первый секретарь Постоянного представительства СССР при ООН в Нью-Йорке.
- В 1988—1991 годах — первый секретарь, советник Общего секретариата МИД СССР.
- В 1991—1996 годах — советник посольства СССР, России в Великобритании.
- В 1997—1999 годах — заместитель директора Департамента — секретариата МИД России.
- С март по декабрь 1999 года — заместитель директора Четвёртого Европейского департамента МИД России.
- В 1999—2003 годах — заместитель директора Генерального секретариата (Департамента) — заместитель генерального секретаря, руководитель Секретариата министра иностранных дел России.
- С 24 ноября 2003 по 11 сентября 2008 года — чрезвычайный и полномочный посол Российской Федерации в Республике Кипр[1][2].
- В 2008—11 января 2011 годах — директор Департамента информации и печати, член Коллегии МИД России.
- С 30 марта 2011 по 30 июня 2015 года — чрезвычайный и полномочный посол Российской Федерации в Черногории[3][4].
- В 2015—2020 годах — посол по особым поручениям МИД России.
- С 21 августа 2020 по 7 мая 2024 года — чрезвычайный и полномочный посол Российской Федерации в Хорватии[5][6].

## Семья
Андрей Алексеевич Нестеренко — сын известного дипломата Алексея Ефремовича Нестеренко (1915—1992).
Женат, имеет сына и дочь, внука и внучку.

## Награды
- Медаль ордена «За заслуги перед Отечеством» II степени (14 ноября 2002) — За активное участие в реализации внешнеполитического курса Российской Федерации и многолетнюю добросовестную работу[8].
- Благодарность президента Российской Федерации (6 февраля 2009) — За заслуги в реализации внешнеполитического курса Российской Федерации и многолетнюю безупречную дипломатическую службу[9].
- Почётная грамота Республики Южная Осетия (14 января 2009, Южная Осетия) — За содействие в организации объективного освещения событий августа 2008 года вокруг Южной Осетии[10].
- Орден Дружбы (19 октября 2009) — За большой вклад в реализацию внешнеполитического курса Российской Федерации, многолетнюю безупречную службу[11].

## Дипломатический ранг
- Чрезвычайный и полномочный посланник 2 класса (6 января 1999)[12]
- Чрезвычайный и полномочный посланник 1 класса (14 февраля 2003)[13]
- Чрезвычайный и полномочный посол (15 июля 2005)[14].